# NHL 2K (jeu vidéo, 2014)
NHL 2K est un jeu vidéo de hockey sur glace développé par Visual Concepts et édité par 2K Sports. Le jeu sort en 2014 sur iOS et Android.

## Accueil
- Jeuxvideo.com : 13/20[1]